# Ostoja Babiogórska
Ostoja Babiogórska (kod PLH120001) – specjalny obszar ochrony siedlisk sieci Natura 2000, zlokalizowany na terenie województwa małopolskiego. Obszar obejmuje powierzchnię 3350,43 ha. Teren wyznaczony został w celu długotrwałego zabezpieczenia naturalnych siedlisk życia, populacji zagrożonych wymarciem gatunków roślin takich jak 
bezlist okrywowy Buxbaumia viridis, tocja karpacka Tozzia carpathica, tojad mocny morawski Aconitum firmum moravicum; oraz populacji zagrożonych wymarciem gatunków zwierząt (z wyłączeniem ptaków) takich jak:
biegacz urozmaicony Carabus variolosus,
darniówka tatrzańska Microtus tatricus,
kumak górski Bombina variegata,
niedźwiedź brunatny Ursus arctos,
ryś Lynx lynx,
sichrawa karpacka Pseudogaurotina excellens,
traszka karpacka Triturus montandoni,
wilk szary Canis lupus,
zagłębek bruzdkowany Rhysodes sulcatus.

## Siedliska pod ochroną(zkodem siedlisk)
- 4060 wysokogórskie borówczyska bażynowe (Empetro-Vaccinietum)[1],
- 4070 zarośla kosodrzewiny (Pinetum mugo),
- 4080 subalpejskie zarośla wierzbowe wierzby lapońskiej lub śląskiej (Salicetum lapponum, Salicetum silesiacae)[1],
- 6150 wysokogórskie murawy acydofilne (Juncion trifidi) i bezwapienne wyleżyska śnieżne (Salicion herbaceae)[1],
- 6170 nawapienne murawy wysokogórskie (Seslerion tatrae) i wyleżyska śnieżne (Arabidion coeruleae)[1][1],
- 6430  ziołorośla górskie (Adenostylion alliariae) i ziołorośla nadrzeczne (Convolvuletalia sepium)[1],
- 6520 górskie łąki konietlicowe użytkowane ekstensywnie (Polygono-Trisetion)[1],
- 7140 torfowiska przejściowe i trzęsawiska (przeważnie z roślinnością z Scheuchzerio-Caricetea)[1],
- 7230 górskie i nizinne torfowiska zasadowe o charakterze młak, turzycowisk i mechowisk[1],
- 8110 piargi i gołoborza krzemianowe[1],
- 8230 pionierskie murawy na skałach krzemianowych (Arabidopsidion thalianae)[1],
- 9110 kwaśne buczyny (Luzulo-Fagetum)[1],
- 9130 żyzne buczyny (Dentario glandulosae Fagenion, Galio odorati-Fagenion)[1],
- 9140 górskie jaworzyny ziołoroślowe (Aceri Fagetum)[1],
- 9180 jaworzyny i lasy klonowo-lipowe na stokach i zboczach (Tilio plathyphyllis-Acerion pseudoplatani)[1],
- 91D0 bory i lasy bagienne (Vaccinio uliginosi Betuletum pubescentis, Vaccinio uliginosi Pinetum, Pino mugo-Sphagnetum, Sphagno girgensohnii-Piceetum) i brzozowo-sosnowe bagienne lasy borealne[1],
- 91E0 łęgi wierzbowe, topolowe, olszowe i jesionowe (Salicetum albo-fragilis, Populetum albae,Alnenion glutinoso-incanae) i olsy źródliskowe[1],
- 9410 górski górskie bory świerkowe (Piceion abietis, część – zbiorowiska górskie)[1].